# توماس اللوم
توماس اللوم (بالإنجليزية: Thomas Allom)‏ (13 مارس 1804 - 21 أكتوبر 1872) معماري أنجليزي، فنان، ومصور طبوغرافي - . وكان عضوا مؤسسا في ما أصبح يعرف لاحقا المعهد الملكي للمعماريين البريطانيين (RIBA). قام بتصميم العديد من المباني في لندن، بما في ذلك كنيسة القديس بطرس وأجزاء من الأنيقة ادبروك العقارية في نوتينغ هيل. كما عمل مع السير تشارلز باري على العديد من المشاريع، أبرزها مجلس البرلمان، وكما من أعماله الطبوغرافية المعروفة، مثل القسطنطينية ومشهد السبع كنائس في آسيا الصغرى والتي نشرت في عام 1838، والصين المصورة التي نشرت في عام 1845.

## نشأته المعمارية

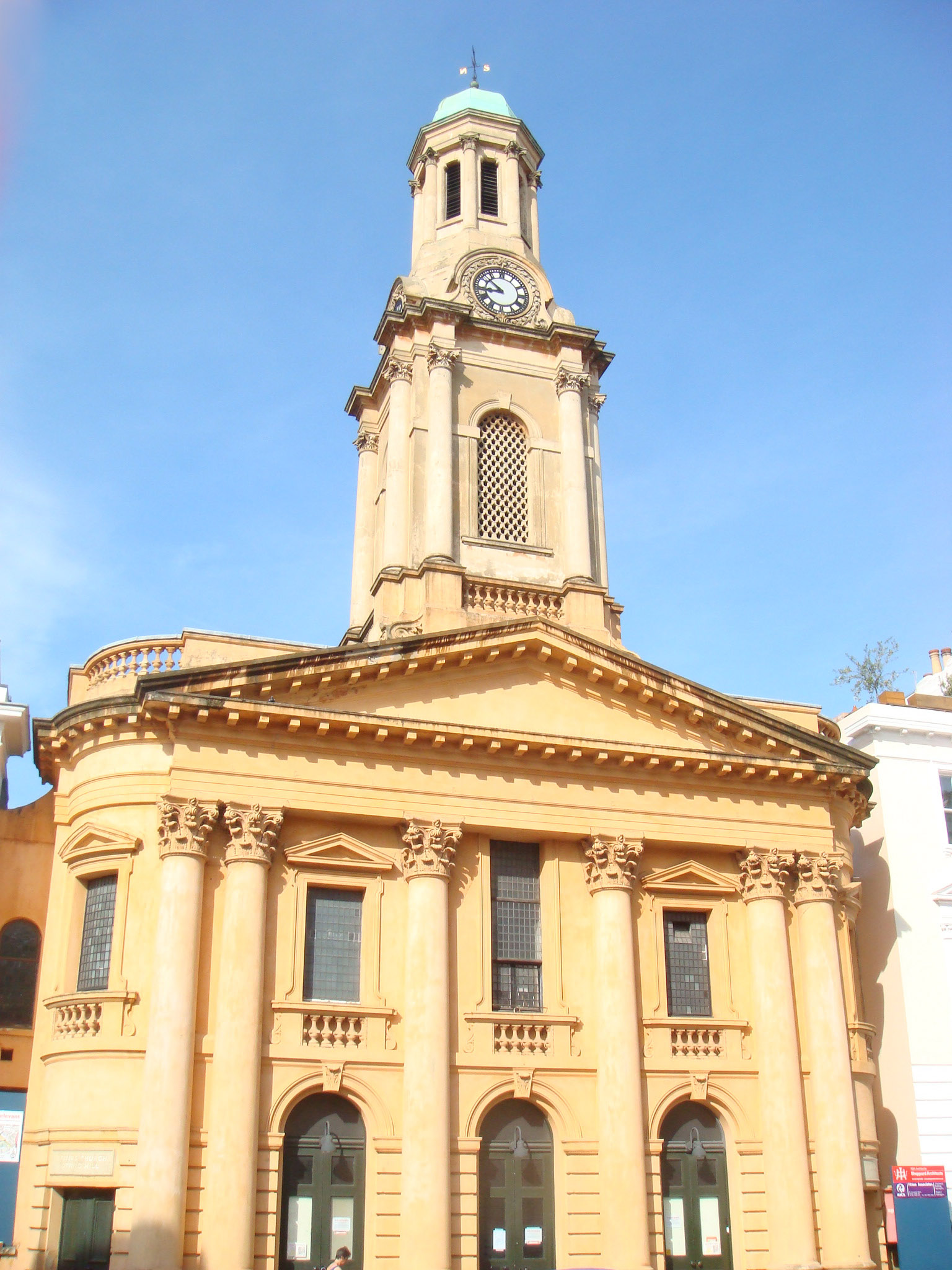
كنيسة القديس بطرس, صمم من قبل توماس اللوم بطراز طلياني

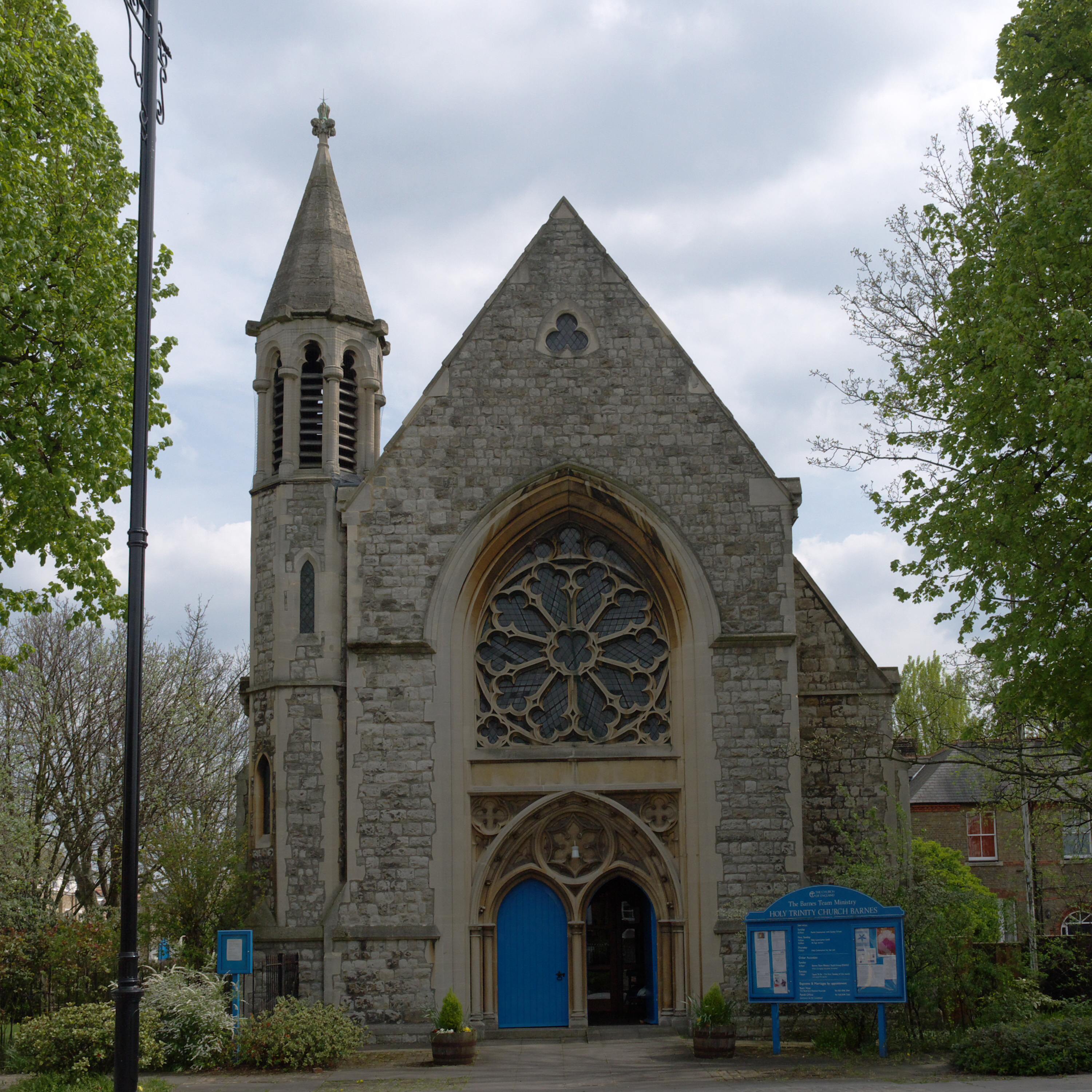
التالوث المقدس بارنز ألن, وهي كنيسة محلية ,من تصميم توماس اللوم

ولد في لامبث، جنوب لندن، وهو ابن حوذي من سوفولك. في عام 1819 تدرب على يد المعماري فرانسيس غودوين وعمل معه حتى عام 1826. ثم درس في مدرسة الأكاديمية الملكية. تصاميمه للكنائس المعروضة في المعارض في عام 1824 و1827 أثارت اهتماما كبيرا، وقام بتصميم العديد من المباني في لندن، بما في ذلك مبنى الإصلاحية في طريق مارليوس، كنسينغتون في لندن (1847). كنيسة المسيح في هايبري في عام 1850، وكنيسة القديس بطرس في نوتينغ هيل في عام 1856، وأجزاء من ادبروك العقاري في غرب لندن. أبعد من ذلك وشملت أعماله مباني إصلاحية في كالن، ويلتشير (1847) وفي ليفربول، تصميم مكتبة وليام براون أيضا في ليفربول، (1857-1860)، وبرج كنيسة القديس ليوديكارسو قرب نوتنغهام (1860). كما عمل مع السير تشارلز باري على العديد من المشاريع، بما في ذلك مبنى البرلمان وإعادة تشكيل قلعة هايكلير.

## أعماله في التصور الطبوغرافي
مع ذلك عرف اللوم بصورة أساسية بأعماله التصويرة العديدة، والتي كانت تستخدم لتوضيح كتب السفر. ومن سنة 1820م وصاعدا، سافر على نطاق واسع عبر المملكة المتحدة وأوروبا القارية.في عام 1834 وصل إلى إسطنبول، تركيا، وقدم مئات من الرسومات أثناء رحلاته من خلال الأناضول،سوريا وفلسطين.ونشرت نتائج هذه الحملة في عام 1838 في القسطنطينية ومشهد الكنائس السبع لآسيا الصغرى نشرت في مجلدين مع النص لروبرت والش وأميلي ريف للو، عدلت وشخصت في تركيا وإيطاليا، نشرت في لندن في عام 1840، وقد تجلة أيضا مع النقوش من قبل اللوم.ويذكر أيضا بتقديمه العديد من الرسوم التوضيحية عن الصين التي نشرت في الصين المصورة في عام 1845. وقدم أيضا الرسوم التوضيحية ل«أسرار العائلة» من قبل السيدة إيليس (1841) وئي دبليو برايلي «التاريخ الطبوغرافي لسري» (1850).

## الأعمال النهائية
اللوم الذي عاش في 1 فلل بارنز (الآن 80 طريق ونسديل)، بارنز، يعاني من مرض في القلب في السنوات الأخيرة من حياته، وعلى الرغم من ذلك لم يتقاعد إلا في عام 1870،
إنتاجه الفني والمعماري تباطئ خلال 1860م.في عام 1868 قام بتصميم الثالوث المقدس بارنز (في جنوب غرب لندن)، كنيسته المحلية التي ساهم ب50 £ لتغطية تكاليف بنائه.في عام 1865 كلُف لتصميم ضريح للنائب السابق جورج دود في مقبرة نوروود الغربية (جورج دود، الذي توفي في 15 ديسمبر 1864, كان واحدا من السادة من غرفة الملكة صاحبة الجلالة من عام 1844، والنائب عن ميدستون من 29 يونيو 1841 إلى مايو)،
توفي اللوم عن عمر نازه hg68 في بارنز، ودفن في مقبرة كنسل الخضراء

## المباني البارزة
- القديس بطرس نوتينغ هيل[4]
- كنيسة القديس ليوديكارسو

## معرض الصور

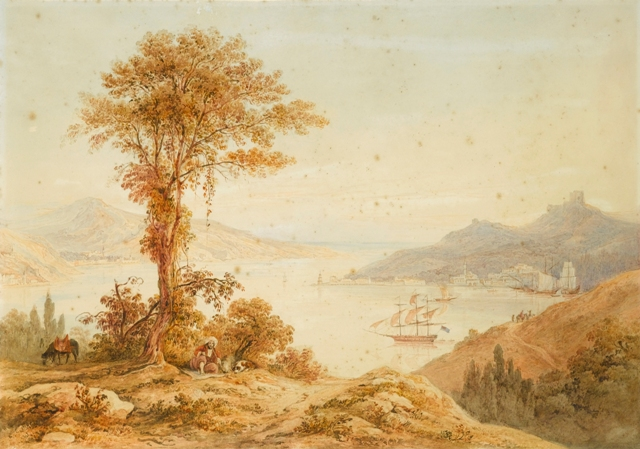
السفن في مضيق البوسفور في مدخل إلى البحر الأسود
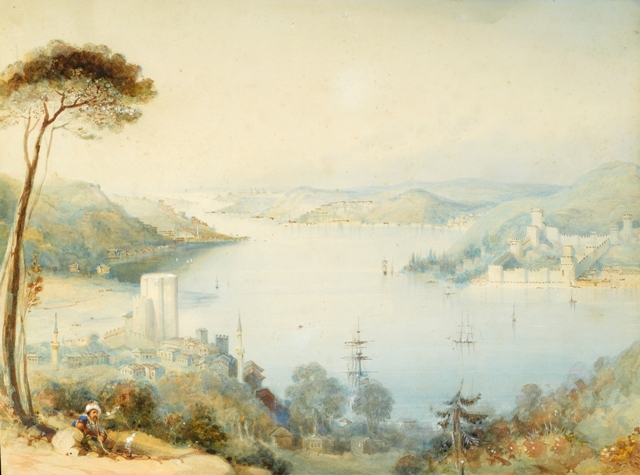
قلعة الأناضول هيساري و روملي في مضيق البسفور .
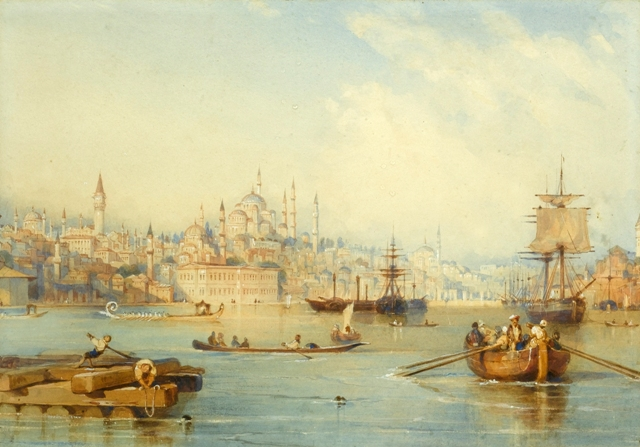
القسطنطينية من مدخل القرن الذهبي. .
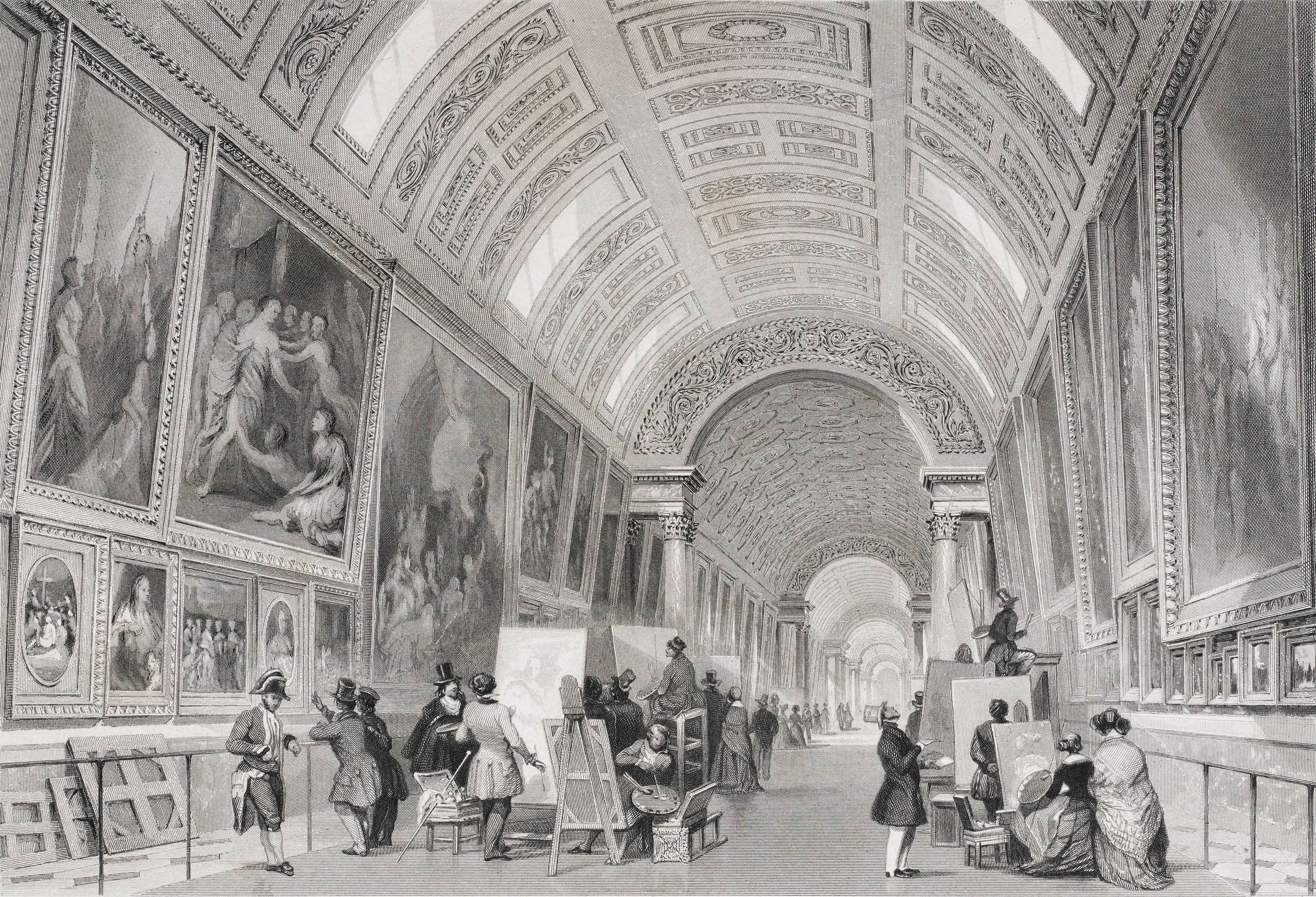
غراندي غاليري متحف اللوفر
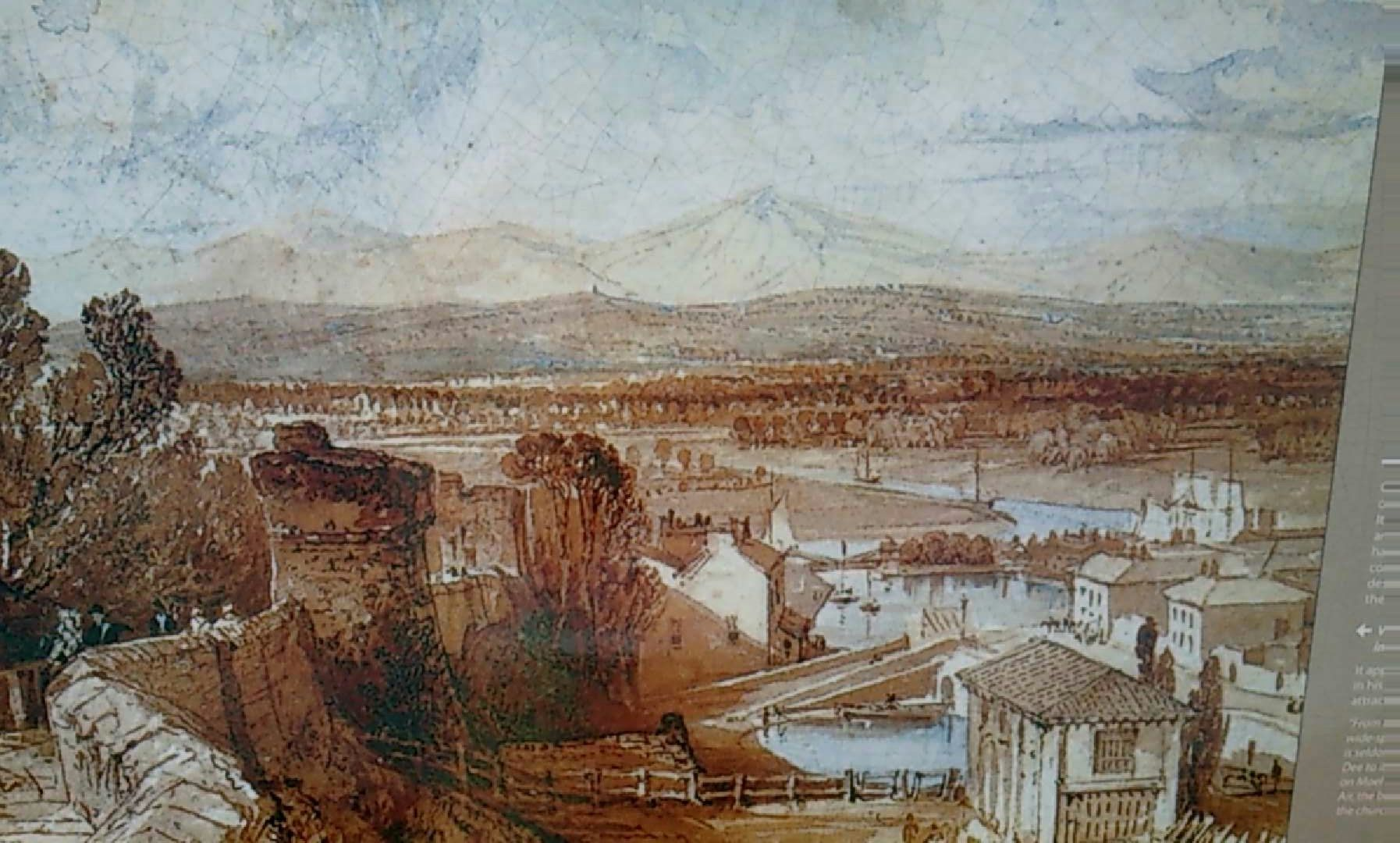
لوحة جبل مورغان توماس اللوم

## مزيد من القراءة
- Brooks, Diana. Thomas Allom (British Architectural Library, 1998).

## وصلات خارجية
- Thoms Allom online (ArtCyclopedia), Retrieved 11 July 2010
- Thomas Allom's Istanbul, Retrieved 11 July 2010
- The entrance of the Golden Horn (watercolour – كريستيز), Retrieved 11 July 2010